# Karachi
Pour l’article ayant un titre homophone, voir Karashi.
Karachi (en ourdou : کراچی ; en sindhi : ڪراچي, /kə.ˈraː.tʃi/ ) est la plus grande ville du Pakistan et la capitale économique et financière du pays. Avec une population de près de 19 millions d'habitants en 2023 pour une superficie de 3 527 km2, Karachi est l'une des villes les plus peuplées au monde. Elle fut la capitale politique du pays jusqu'au transfert des institutions à Rawalpindi en 1959 et demeure aujourd'hui la capitale de la province du Sind.
L'histoire de la ville est mal connue avant le XIXe siècle. Elle se développe sous le Raj britannique grâce à son importante activité portuaire, et devient peu à peu « l’épicerie de l’Inde ». Elle n'a que 100 000 habitants vers 1900. En français, elle est alors connue sous le nom de Corachie.
En 1947, Karachi n'a que 400 000 habitants quand elle devient la capitale du Pakistan, après la partition des Indes. Elle voit alors sa population augmenter fortement avec l'arrivée de populations mohadjires d'Inde et d'immigrants d'Asie du Sud-Est. Elle accueille le mausolée du père fondateur du pays, Muhammad Ali Jinnah.
Située sur la côte est de la mer d'Arabie, au nord-ouest de l'Indus, Karachi est le principal port du Pakistan et plus de la moitié du commerce international du pays y transite. Capitale économique du Pakistan, elle concentre les sièges sociaux des plus grandes entreprises du pays, notamment dans le textile, l'industrie automobile, les nouvelles technologies et la santé.
Karachi a aussi un caractère cosmopolite, accueillant des migrants représentant toutes les ethnies et les langues du pays, ainsi que de nombreux étrangers. Grâce notamment à l'université de Karachi et ses 80 000 étudiants, elle est également l'un des grands centres universitaires du monde musulman et de l'Asie du Sud.
Depuis les années 1980[Jusqu'à quand ?], la ville est le théâtre de violences inter-ethniques et voit la criminalité et les inégalités se développer. Karachi doit également faire face à plusieurs attaques terroristes au cours des années 2000.

## Histoire

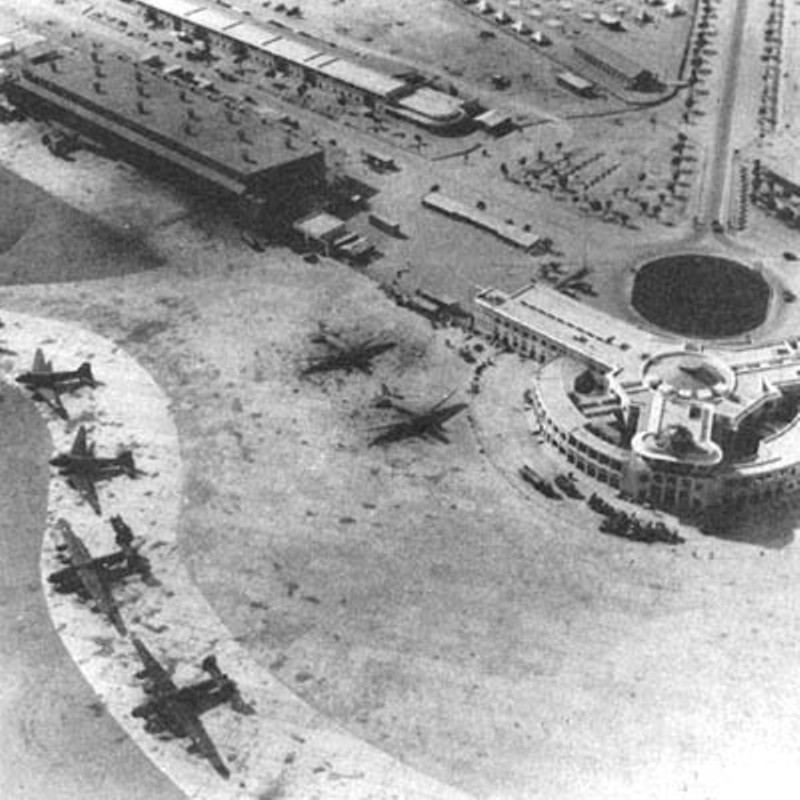
Des avions de la RAF à l'aéroport de Karachi pendant la Seconde Guerre mondiale.

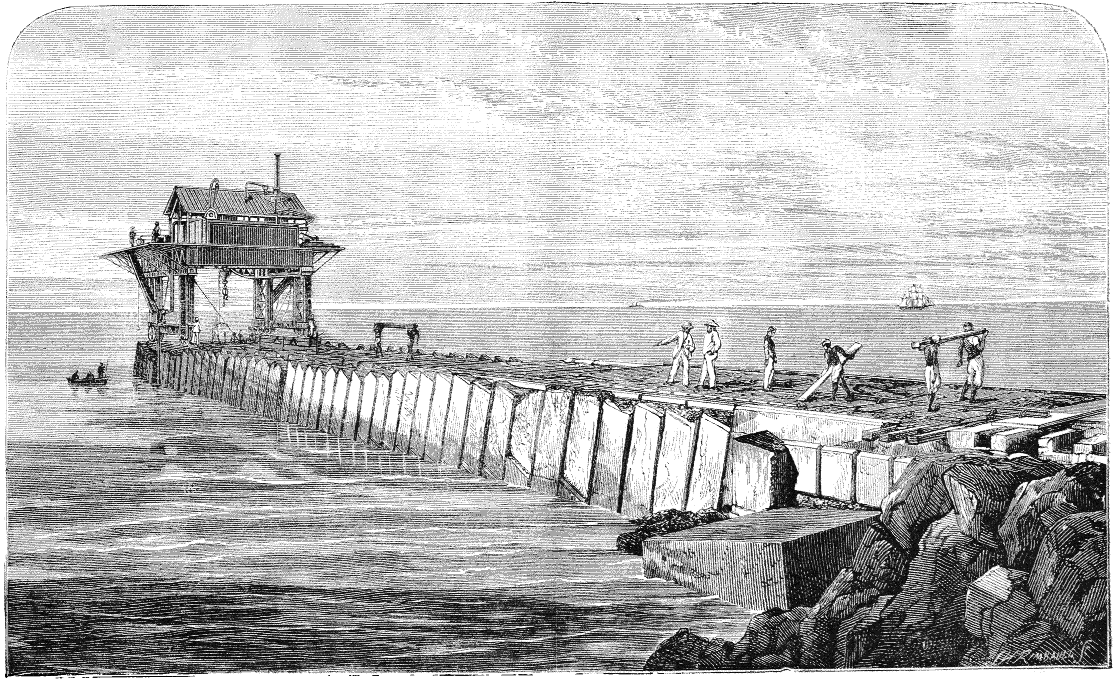
À Karachi, Digue de Manora. — Kurrachee (Indes anglaises). Illustration pour l'article du n. 1 de la revue La Nature - Revue des sciences en septembre 1873.

Théophraste, au IIIe siècle av. J.-C., parle de Karachi dans son ouvrage Histoire des plantes, où, au Livre IV, il l’appelle Port-Alexandre.
Le territoire occupé maintenant par Karachi est à l'origine un groupe de petits villages comprenant Kalachi-jo-Kun et le fort de Manora. Toute histoire de Karachi antérieure au XIXe siècle est quasi inexistante bien que selon certaines légendes, elle soit la ville appelée Krokola, de laquelle partit l'un des amiraux d'Alexandre le Grand à la fin de ses conquêtes.
L'histoire officielle et répertoriée de Karachi commence avec l'arrivée des Britanniques au début du XIXe siècle. En 1839, un vaisseau appartenant à la Royal Navy tire sur le fort de Manora et obtient la capitulation immédiate de cette ville comptant alors 14 000 habitants. Quelques années plus tard, Karachi devient la capitale du Sind à la place de la ville historique de Hyderabad du fait de son port que les Britanniques décident de développer en alternative à Calcutta. Sous l'occupation britannique, Karachi se développe en même temps que son port. En 1876, le futur fondateur du Pakistan, Muhammad Ali Jinnah, naît dans cette ville et y sera plus tard enterré.
En 1889, Karachi se dote du second plus grand marché aux légumes du monde après Bombay et, dix ans plus tard, le volume des exportations de blé et de coton à partir de Karachi dépasse celui des exportations de Bombay, sa grande rivale. La ville possède alors un réseau ferroviaire, des églises, des rues pavées, des cours et de nombreux centres commerciaux. Beaucoup de ces bâtiments sont construits dans le plus pur style britannique et contrastent avec le gothique « Mughal » de Lahore. Plusieurs de ces vieux bâtiments sont désormais des destinations intéressantes pour les touristes.
Avec le XXe siècle, Karachi commence à se développer de façon plus diverse avec l'arrivée de travailleurs provenant de tout le Sud de l'Asie et plus généralement de l'ensemble de l'empire britannique.
Durant la Première Guerre mondiale, Karachi, « l’épicerie de l’Inde », sert de base-arrière pour l’approvisionnement des troupes de l'empire britannique ; lors de la Seconde, elle devient un atelier naval pour les navires alliés endommagés dont environ un millier y sont réparés entre 1942 et 1945.
En 1947, Karachi est élevée au rang de capitale de la nouvelle nation du Pakistan. À cette époque, c'est seulement une ville de 425 000 habitants, 2,8 millions de tonnes de fret transitent annuellement par son port et sa croissance s'accélère. Bien que la capitale soit plus tard transférée à Rawalpindi en 1959 puis à Islamabad en 1967, Karachi reste le centre économique du Pakistan contribuant à une large partie du PIB de la nation. En 1958, ces exportations s’élèvent à 4 millions de tonnes.
Ces dernières décennies[Quand ?], Karachi continue de s'agrandir, dépassant la barre des 10 millions d'habitants. C'est une ville où se côtoient tous les milieux allant des quartiers chics de Clifton et de la Défense aux nombreux « ghettos » où vivent les nombreux migrants à la recherche d'opportunités. Karachi connaît elle aussi les conflits ethniques qui secouent le Pakistan. Elle est même depuis les années 1980[Jusqu'à quand ?], un des épicentres de ces conflits et continue à assister à la violence religieuse entre sunnites et chiites.
En 2012, 255 ouvriers meurent dans l'incendie d'une usine de Karachi (en), c'est l'incendie industriel le plus meurtrier de l'histoire. 

Bidonvilles de Karachi en 1993 (IHS)
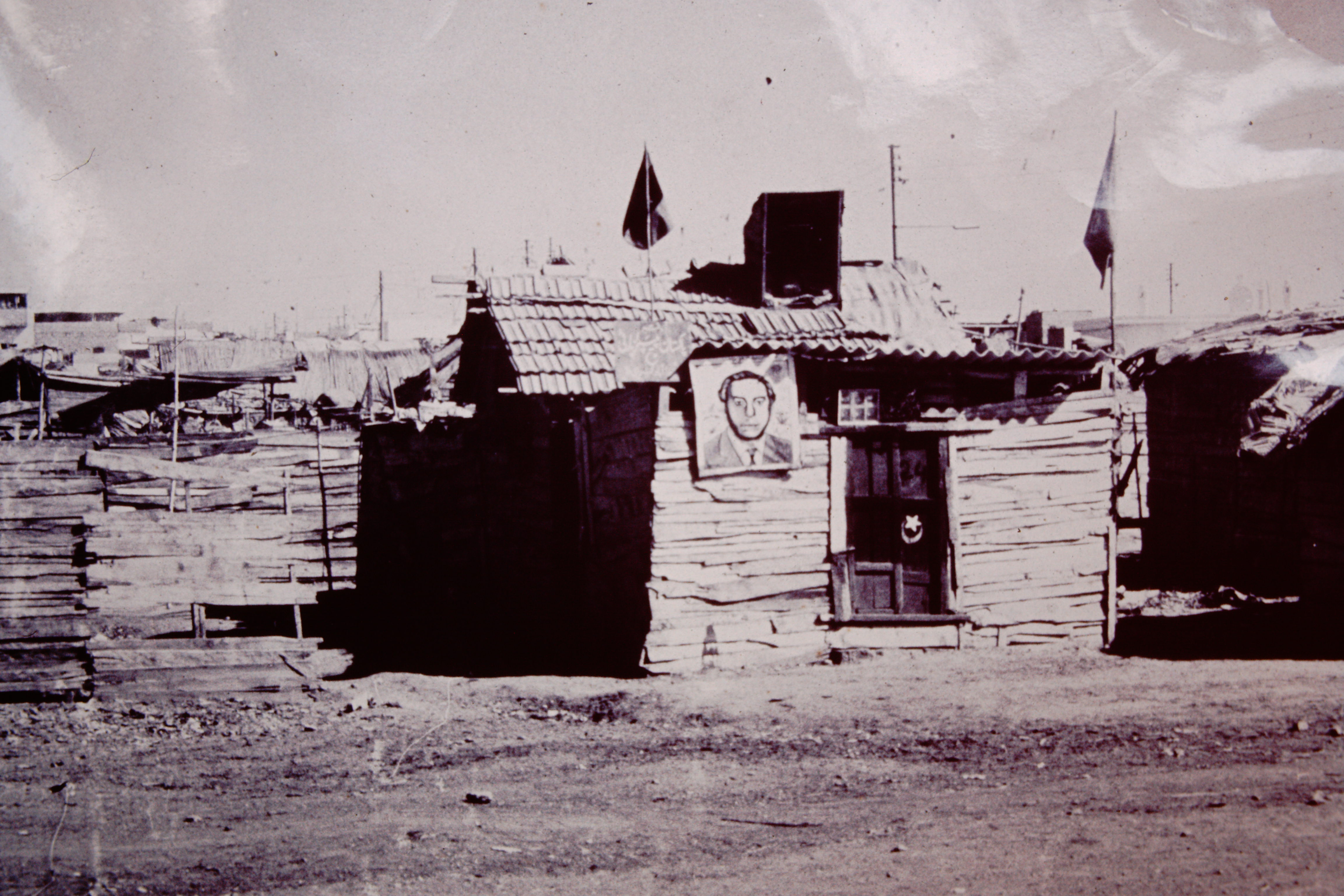
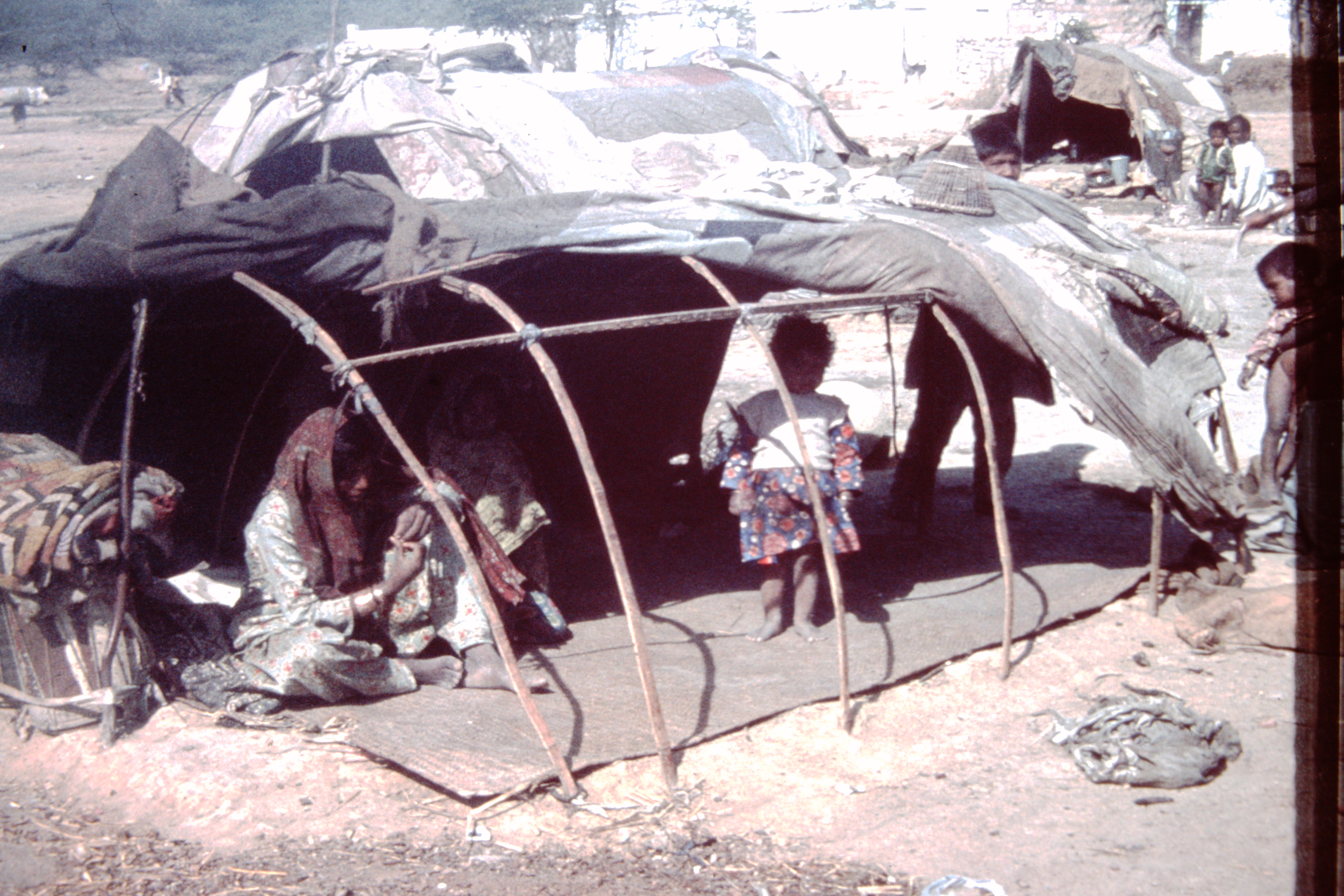
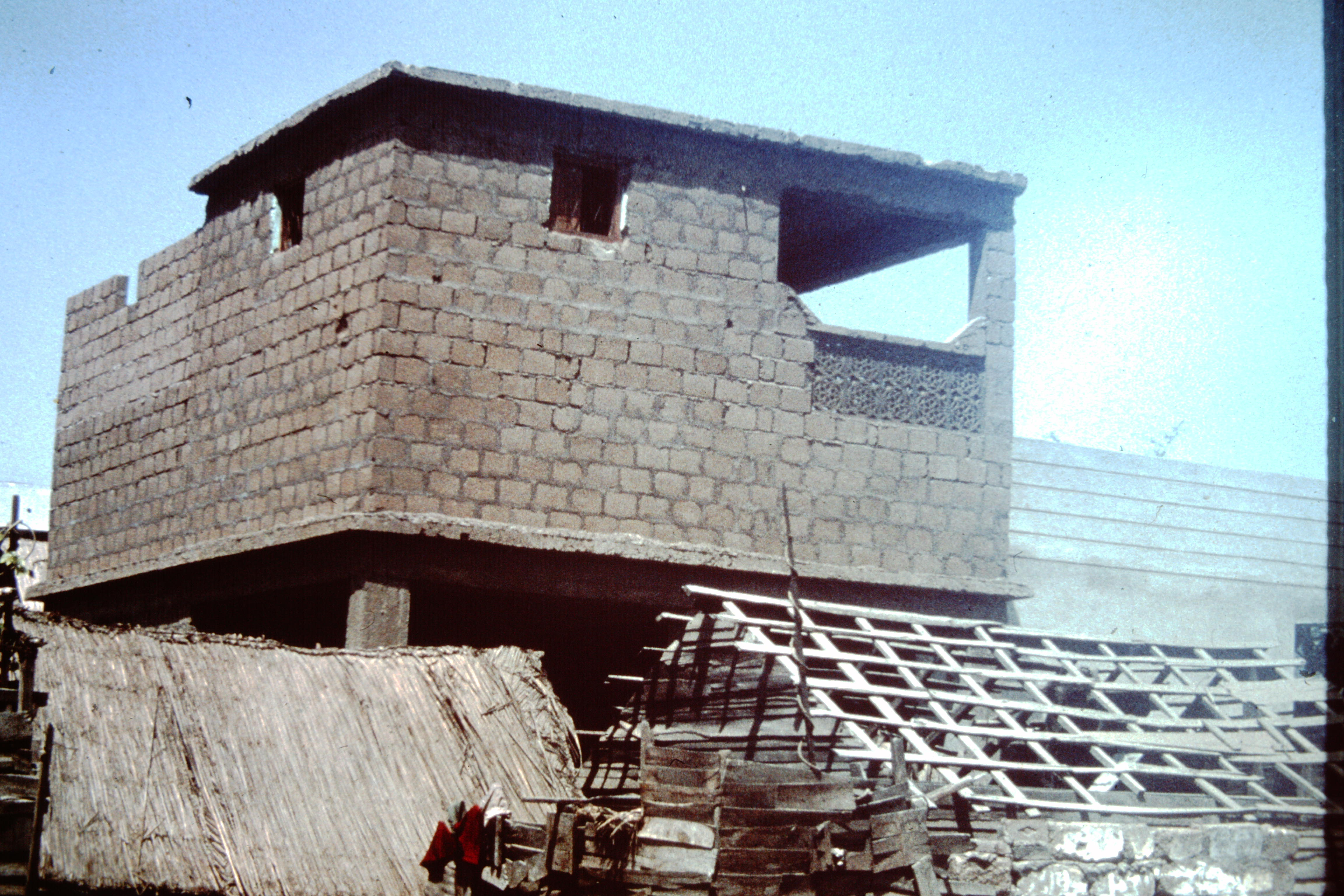
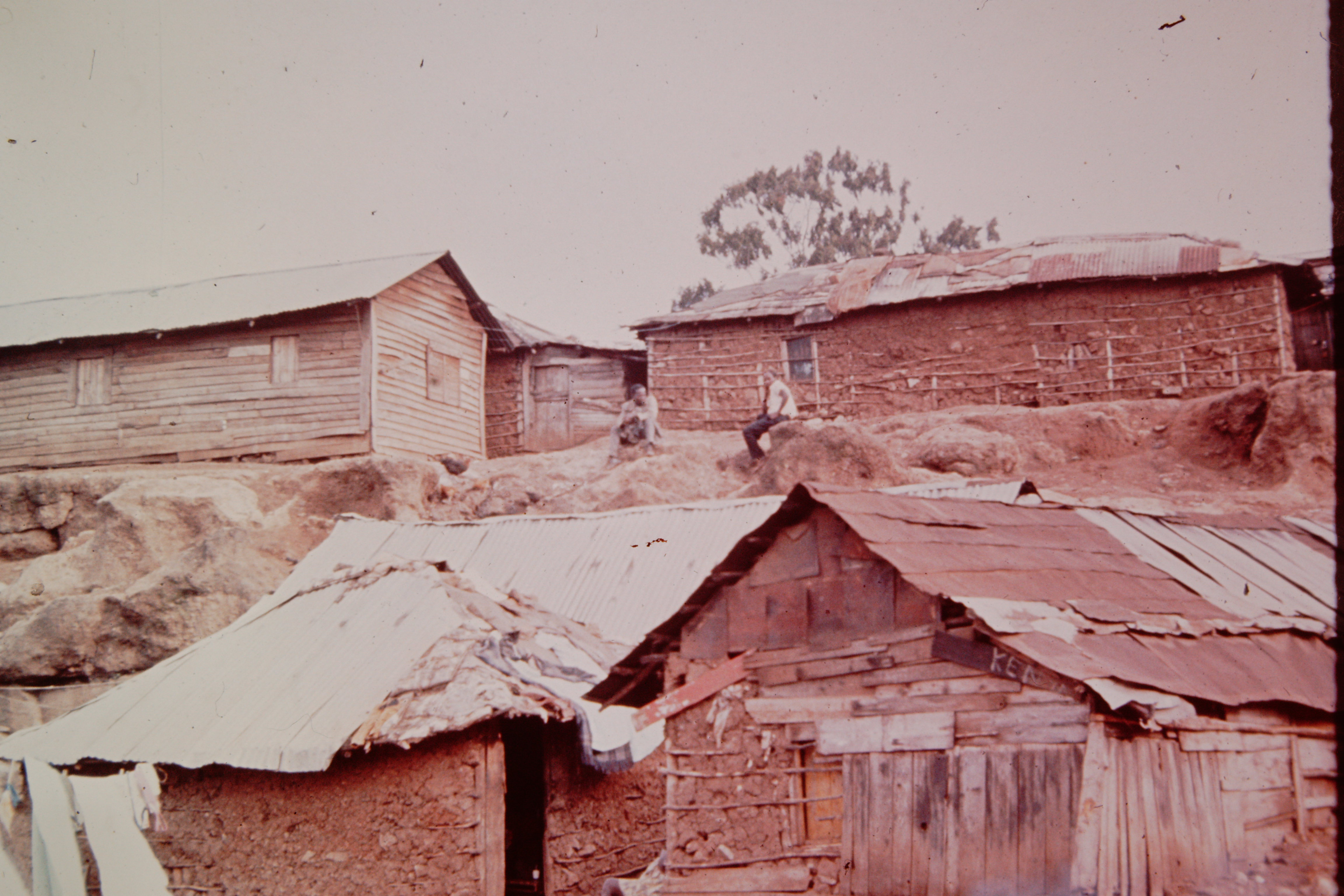

## Géographie
Karachi se trouve au nord ouest du delta de l'Indus mais de nombreuses autres rivières traversent la ville. Les alentours de Karachi sont relativement plats même s'il y a quelques collines aux frontières de la ville vers l'intérieur du pays. La partie sud de la ville s'étend le long de la côte de l'océan Indien et abrite de nombreuses plages. 

### Climat
Karachi bénéficie d'un climat chaud et côtier. Karachi vit sous un climat désertique chaud (BWh d'après la classification de Köppen). Seuls les mois de juillet et août ont une pluviométrie conséquente. Les étés sont torrides, les hivers sont très doux.
D'après la classification de Köppen : plus de 70 % des précipitations tombent en été (avril à septembre)(4,9+0+3,9+66,4+44,8+22,8=142,8, elles sont égales à 142,8 / 167,6 × 100= 85,2 %). Donc les précipitations annuelles doivent être inférieures à l'évaporation annuelle, soit à 20 × température annuelle moyenne + 280 soit 20*26,09+280 = 801,8. Elles sont de 167,6 mm donc elles sont largement inférieures à l'évaporation annuelle. Elles sont inférieures à 50 % de ce seuil (à 801,8*50/100=400,9) donc c'est un climat désertique. La température moyenne annuelle est de 26,09 °C. Elle est supérieure à 18,0 °C donc il s'agit bien d'un climat désertique chaud.
| Mois                              | jan. | fév. | mars | avril | mai  | juin | jui. | août | sep. | oct. | nov. | déc. | année |
| --------------------------------- | ---- | ---- | ---- | ----- | ---- | ---- | ---- | ---- | ---- | ---- | ---- | ---- | ----- |
| Température minimale moyenne (°C) | 14,1 | 15,9 | 20,3 | 23,7  | 26,1 | 27,9 | 27,4 | 26,2 | 25,3 | 23,5 | 20   | 15,7 | 22,18 |
| Température moyenne (°C)          | 19,9 | 21,1 | 24,5 | 27,2  | 29,2 | 30,7 | 29,8 | 28,5 | 28   | 27,5 | 25,2 | 21,5 | 26,09 |
| Température maximale moyenne (°C) | 25,6 | 26,4 | 28,8 | 30,6  | 32,3 | 33,3 | 32,2 | 30,8 | 30,7 | 31,6 | 30,5 | 27,3 | 30,01 |
| Précipitations (mm)               | 3,6  | 6,4  | 8,3  | 4,9   | 0    | 3,9  | 66,4 | 44,8 | 22,8 | 0,3  | 1,7  | 4,5  | 167,6 |

| Diagramme climatique                                  |             |             |             |           |             |              |              |              |             |           |             |
| J                                                     | F           | M           | A           | M         | J           | J            | A            | S            | O           | N         | D           |
| 25,614,13,6                                           | 26,415,96,4 | 28,820,38,3 | 30,623,74,9 | 32,326,10 | 33,327,93,9 | 32,227,466,4 | 30,826,244,8 | 30,725,322,8 | 31,623,50,3 | 30,5201,7 | 27,315,74,5 |
| Moyennes : • Temp. maxi et mini °C • Précipitation mm |             |             |             |           |             |              |              |              |             |           |             |

## Démographie

Démographie de Karachi.

### Croissance et immigration
La population de Karachi s'établit à 19 millions d'habitants selon le recensement de 2023. Étant donné que la ville comptait en 1947 seulement 400 000 habitants, on peut dire que sa croissance a été très rapide. Après le recensement de 1998 qui montrait une population d'environ 9,9 millions d'habitants, en 2010, la population était estimée à 13,2 millions d'habitants.
Les recensements effectués à Karachi sont sujets à caution et sources de conflits. Le début de recensement effectué en 2011 montrait une population de 21,1 millions, mais ces résultats ont été contestés et l'étude a été abandonnée. Le recensement de 2017 dénombre 14,9 millions d'habitants, soit une croissance de près de 60 % en un peu moins de vingt ans, mais ces résultats ont été dénoncés comme sous-évalués par des hommes politiques locaux qui ont demandé un nouveau recensement.
Karachi est l'une des villes les plus cosmopolites du Pakistan. Étant la capitale de la province du Sind, de nombreux Sindis y vivent (8,4 % en 2023) mais les Mohajirs sont rapidement devenus majoritaires après la partition des Indes (53,8 %), étant les réfugiés musulmans de langue ourdou, venus d'Inde. Tous les autres groupes ethniques du pays se trouvent aussi à Karachi, en particulier ceux du Baloutchistan qui n'est pas loin de Karachi (3,5 %) ainsi que les Pendjabis (8,1 %). Un grand nombre de déplacés Pachtounes y ont aussi élu domicile, venant du nord-ouest du Pakistan ou d'Afghanistan (13,6 %). Karachi compte aussi beaucoup d'immigrants du Bangladesh, parfois estimés à plus d'un million. Enfin Karachi est aussi le pays d'accueil de migrants venant d'aussi loin que l'Afrique, ce qui donne une des villes les plus multiculturelles du Pakistan.
La ville est sujette à de nombreuses violences entre ces communautés, qui font échos à des conflits politiques.
La population de Karachi est majoritairement musulmane sunnite, à au moins 60 % de la population. Environ un tiers des musulmans sont chiites, soit au moins 30 % de la population.
Parmi les minorités religieuses non-musulmanes, il y a environ 145 000 chrétiens catholiques et 100 000 protestants. Il y aurait aussi environ 200 000 hindous (qui formaient autrefois une majorité relative, avant la Partition) et 20 000 sikhs, très présents dans les secteurs du commerce, et des services. Il y a aussi environ 20 000 zoroastriens, minorité religieuse au Pakistan, dont les adeptes vivent presque tous à Karachi. La ville abrite aussi des baha'is et babistes, qui sont fortement discriminés.

### Quartiers

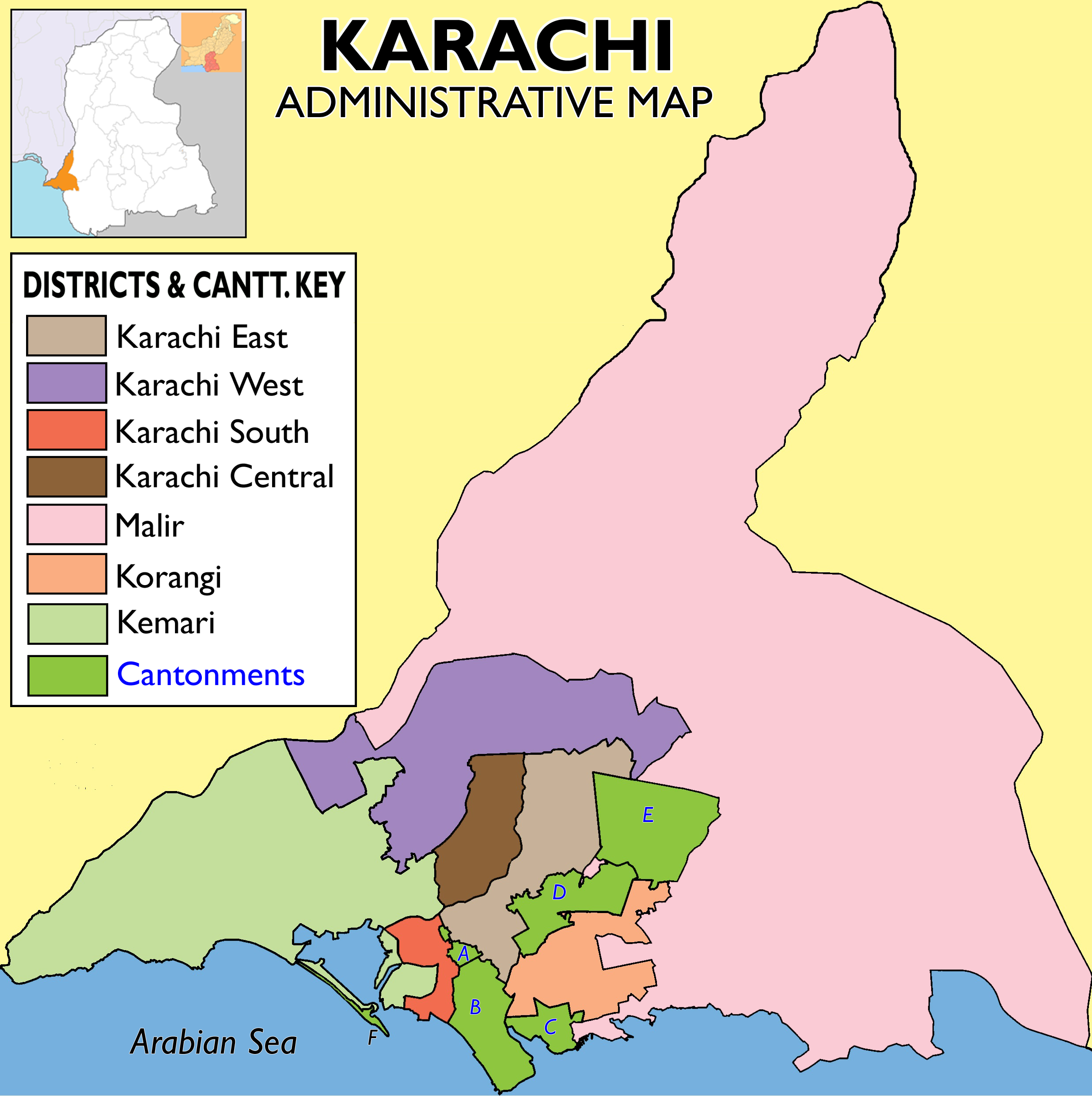
Subdivisons de Karachi.

Depuis 2011, Karachi est de nouveau divisée par un système de districts, la mégapole couvrant une grande partie la division de Karachi qui contient aussi des zones rurales.
Les districts sont divisés en towns, équivalents de tehsil, et chacun d'entre-eux sont divisés en union councils (conseils municipaux), qui sont au total près de 300 à Karachi.
| District            | Superficie (km²) | Population (2017) | Densité de pop. (hab./km²) | Croissance de la pop. (TCAM) |
| ------------------- | ---------------- | ----------------- | -------------------------- | ---------------------------- |
| Karachi-Centre      | 69               | 2 971 626         | 43 067                     | 1,4 %                        |
| Karachi-Est         | 165              | 2 907 467         | 17 610                     | 3,6 %                        |
| Karachi-Sud         | 122              | 1 791 751         | 14 686                     | 1 %                          |
| Karachi-Ouest       | 929              | 3 914 757         | 4 214                      | 3,4 %                        |
| Korangi             | 95               | 2 457 019         | 25 918                     | 2,4 %                        |
| Malir               | 2 268            | 2 008 901         | 886                        | 3,9 %                        |
| Division de Karachi | 3 528            | 16 051 521        | 4 550                      | 2,6 %                        |

### Problèmes sociaux

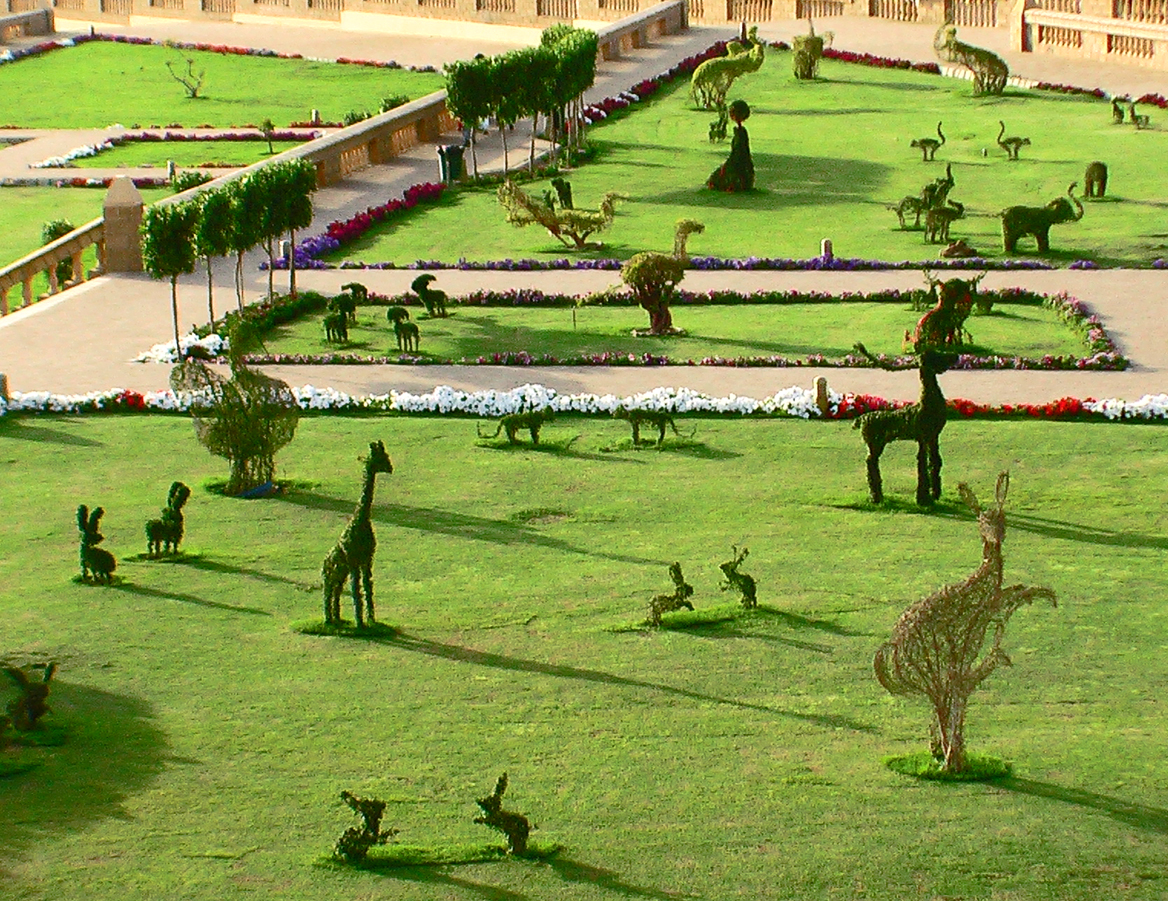
Le Parc Held at Qasim à Karachi.

Étant donné sa forte croissance, Karachi doit faire face aux problèmes que rencontrent la plupart des grandes métropoles en développement : surpopulation, surentassement, problèmes pour le trafic automobile, criminalité. Karachi connaît en prime de nombreux conflits ethniques.
Un autre problème particulièrement important est l'énorme disparité entre riches et pauvres.
Ainsi tandis que les mieux aisés vivent dans des conditions similaires à leurs semblables occidentaux, les habitants les plus défavorisés vivent dans des bidonvilles et connaissent les conditions de vie des peuples les plus pauvres du monde.

## Criminalité endémique et conflits

### Conflits politico-ethniques
Les conflits entre les différentes ethnies de la ville sont récurrents depuis les années 1980, dans un contexte de croissance démographique intense et de précarité économique.
Les Muhadjirs majoritaires ont été confrontés à un certain déclassement et se sont surtout soudés autour du Mouvement Muttahida Qaumi (MQM), qui remporte souvent les élections dans la ville avec une large avance.
Le parti est depuis largement imbriqué avec le crime organisé, comprenant trafics de drogues et d'armes, enlèvements et assassinats politiques. Le Parti du peuple pakistanais a reçu le soutien de nombreux Sindhis et Baloutches, notamment dans le quartier de Lyari, où il s'appuie sur des gangs armés.
Arrivés plus récemment dans la ville, les Pachtounes qui habitent la périphérie pauvre ont soutenu divers partis, comme le Parti national Awami ou plus récemment le Mouvement du Pakistan pour la justice.

### Terrorisme

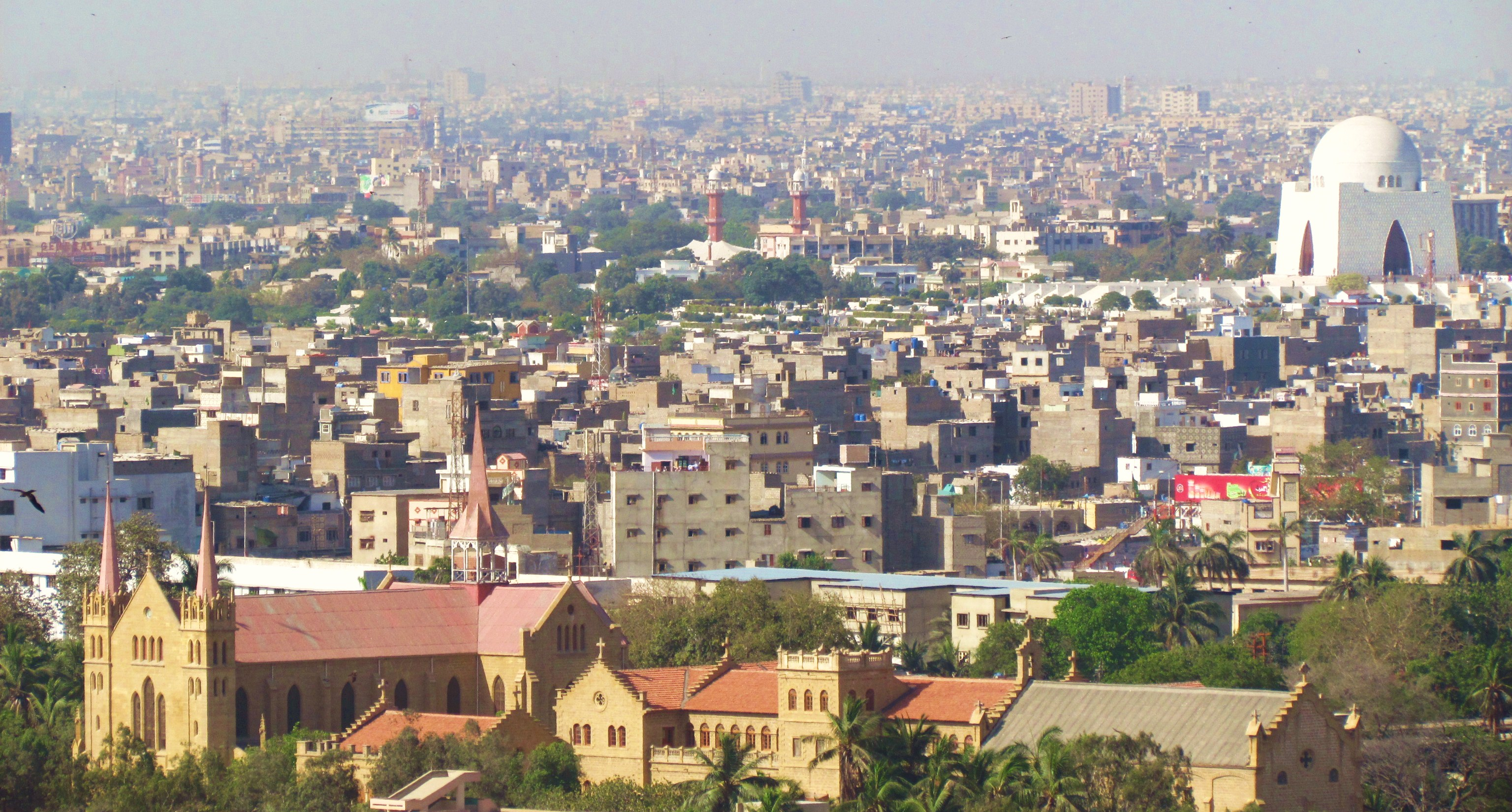
Vue de Karachi, avec la cathédrale Saint-Patrick et le Mazar-e-Quaid.

L'immense taille de Karachi a aussi attiré des terroristes islamistes, qui s'y sont installés pour se cacher ou s'organiser.
Des attaques y ont été menées par des groupes militants rattachés à Al-Qaïda contre des étrangers. De nombreux terroristes y ont été arrêtés, comme Ramzi Binalshibh, capturé le 11 septembre 2002. Il était trésorier de l'organisation Al-Qaida et est actuellement emprisonné à Guantanamo. Abdul Ghani Baradar, un important commandant taliban, a également été arrêté à Karachi en février 2010, lors d'une opération des principaux services secrets pakistanais aidés par la CIA.
Les talibans pakistanais qui se battent contre le gouvernement et l'armée sont également présents dans la ville.
L'attentat-suicide du 8 mai 2002 a eu lieu à Karachi et a tué 14 personnes dont 11 Français, la plupart ingénieurs ou techniciens liés à un contrat d'armement.
Depuis juin 2009, la justice française étudie le lien entre cet événement et la vente de sous-marins français au Pakistan, après avoir d'abord privilégié la piste islamiste. La justice pakistanaise avait également privilégié la piste islamiste, et avait condamné à mort les principaux suspects, avant de les acquitter en appel.
Une grève générale a paralysé la ville le 13 juin 2009, après l'assassinat violent du mufti sunnite modéré et anti-taliban Sarfraz Ahmed Naeemi, tué dans un attentat-suicide à Lahore.
Naeemi avait critiqué les attentats-suicides des talibans et soutenait l'offensive contre ces derniers dans le nord-ouest du pays,.

## Politique

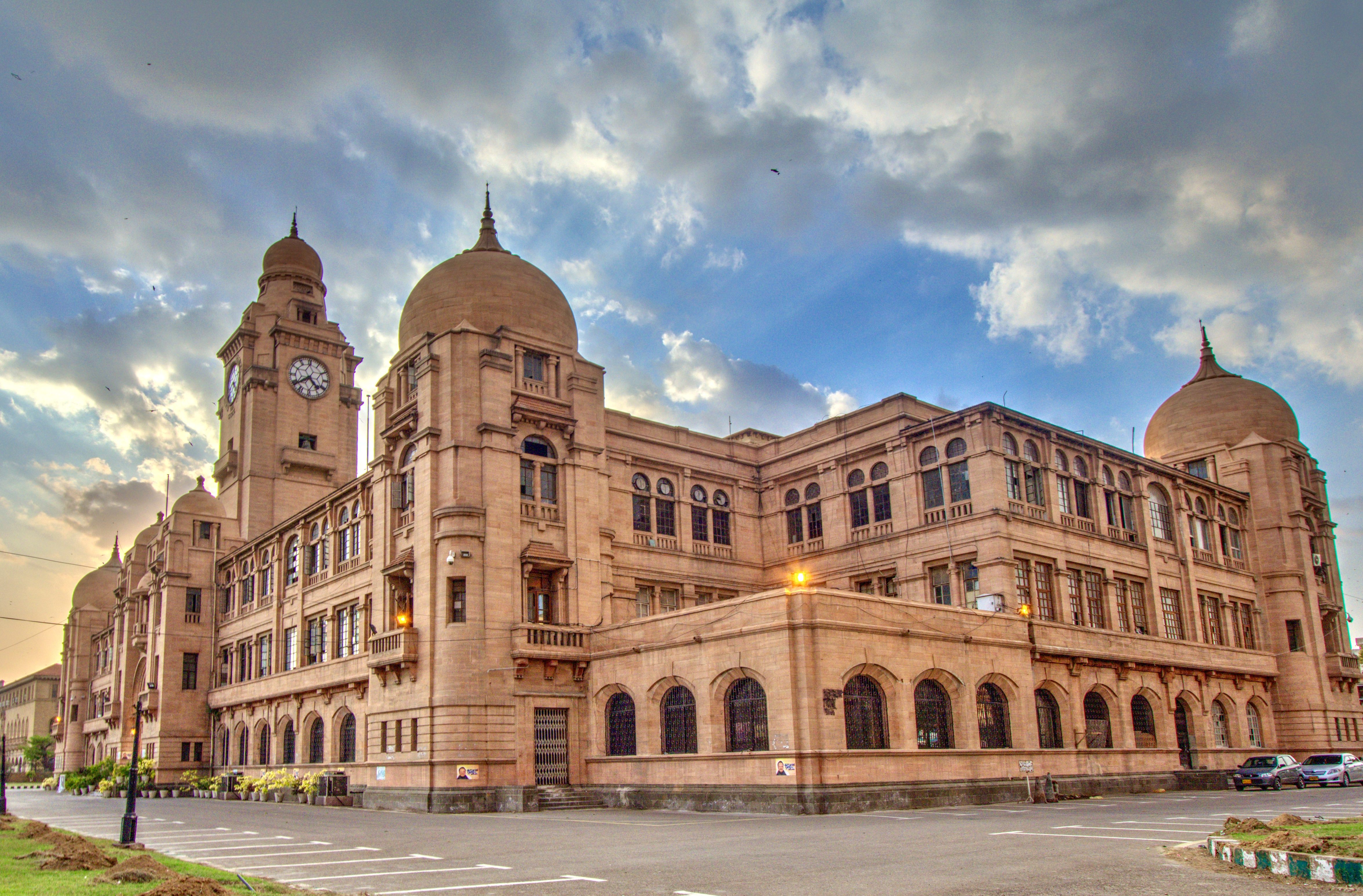
Mairie de Karachi.

La ville est la capitale de la province du Sind, et accueille donc l'Assemblée provinciale du Sind. La ville est représentée par 21 députés à l'Assemblée nationale et 44 à l'Assemblée provinciale. Elle compte également un conseil municipal qui élit le maire de la ville, même si ce poste a parfois été aboli au profit d'un commissaire nommé par le pouvoir central.
Le parti politique le plus influent de la ville est de loin le Mouvement Muttahida Qaumi (MQM) depuis les années 1980, ayant quasiment toujours remporté les élections avec une forte avance. Cependant, le parti a connu par moments des divisions importantes, comme lors des élections législatives de 2018 où son chef historique Altaf Hussain appelle au boycott, conduisant à une chute de la participation en plus de la défaite du MQM.
| Parti                                 | Voix      | %       | Élus nationaux | Élus provinciaux |
| ------------------------------------- | --------- | ------- | -------------- | ---------------- |
| Mouvement du Pakistan pour la justice | 1 005 644 | 31,54 % | 15             | 20               |
| Mouvement Muttahida Qaumi-P           | 616 921   | 19,35 % | 4              | 13               |
| Tehreek-e-Labbaik Pakistan            | 378 221   | 11,86 % | 0              | 2                |
| Parti du peuple pakistanais           | 370 810   | 11,63 % | 2              | 6                |
| Muttahida Majlis-e-Amal               | 309 082   | 9,69 %  | 0              | 1                |
| Ligue musulmane du Pakistan (N)       | 261 156   | 8,19 %  | 0              | 0                |
| Pak Sarzameen                         | 99 671    | 3,13 %  | 0              | 0                |
| Autres partis                         | 102 487   | 3,22 %  | 0              | 0                |
| Indépendants                          | 44 474    | 1,39 %  | 0              | 0                |
| Total (participation : 40,15 %)       | 3 188 466 | 100 %   | 21             | 44               |

## Économie

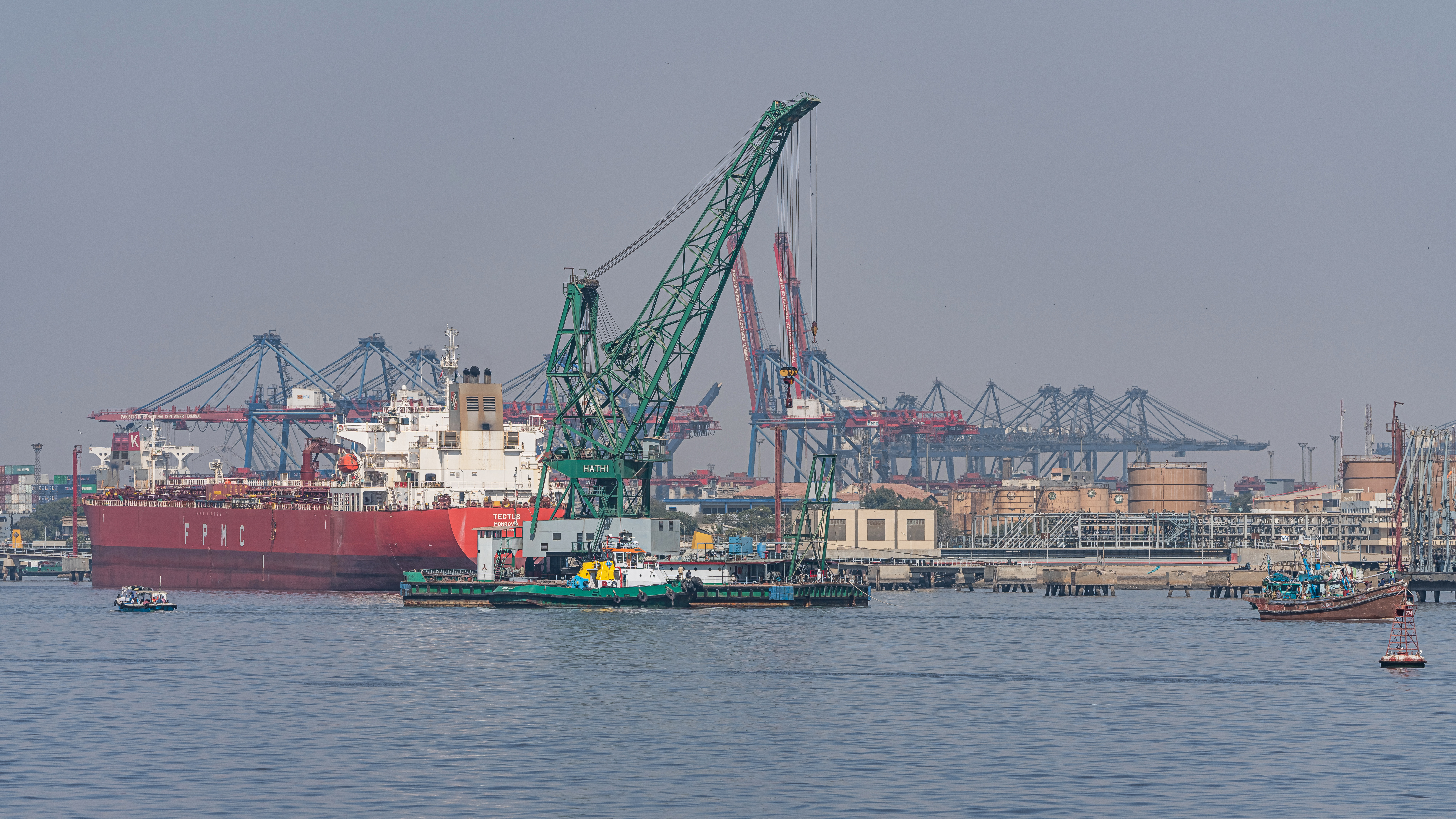
Port de Karachi.

Karachi est la capitale économique et financière du Pakistan. C'est aussi le plus grand centre de transaction boursière du Pakistan : le Karachi Stock Exchange. Actuellement, le port de Karachi est le seul port important du Pakistan permettant l'accès à tous types de bateaux. C'est donc le point central pour toutes les activités de transport maritime.
Pour réduire cette dépendance à un seul port, le gouvernement pakistanais a agrandi le port à Gwadar. Il y a aussi des projets en cours pour construire par exemple une autoroute reliant Karachi au reste du pays. Pour l'instant, la seule autoroute existante, construite depuis 1947, relie Islamabad à Lahore et il va falloir attendre un certain temps, avant qu'elle n'atteigne Karachi.
Par ailleurs, l'aéroport de Karachi, l'aéroport international Jinnah, est le plus grand aéroport du Pakistan.
Sher Shah est l'un des principaux marchés d'occasion de matériels obsolètes.
Ici, les ordinateurs, les téléphones et tous les autres objets électroniques non utilisables sont compactés sous forme de cubes. Ces derniers sont ensuite laissés le long des routes et des rivières, polluant l'eau et menaçant ainsi les humains et l'environnement.
Des planches affichées à l'extérieur d'une clinique de rue de Karachi montrent les maladies qu'encourent les recycleurs : brûlures provoquées par le mercure, lésions du système respiratoire causées par le plomb, malformations fœtales dues à l'acide chlorhydrique.
Selon les scientifiques, à partir du moment où les ouvriers travaillent dans ces décharges, leur espérance de vie n'excède pas dix ans.
Tous les matins, dans le port de Karachi, des cargos entiers déversent sur les docks des milliers d'ordinateurs, téléphones, photocopieuses, scanners et tablettes numériques.
La rivière Lyari, située à proximité d'un dépotoir, n'est plus qu'un égout à ciel ouvert.

## Culture

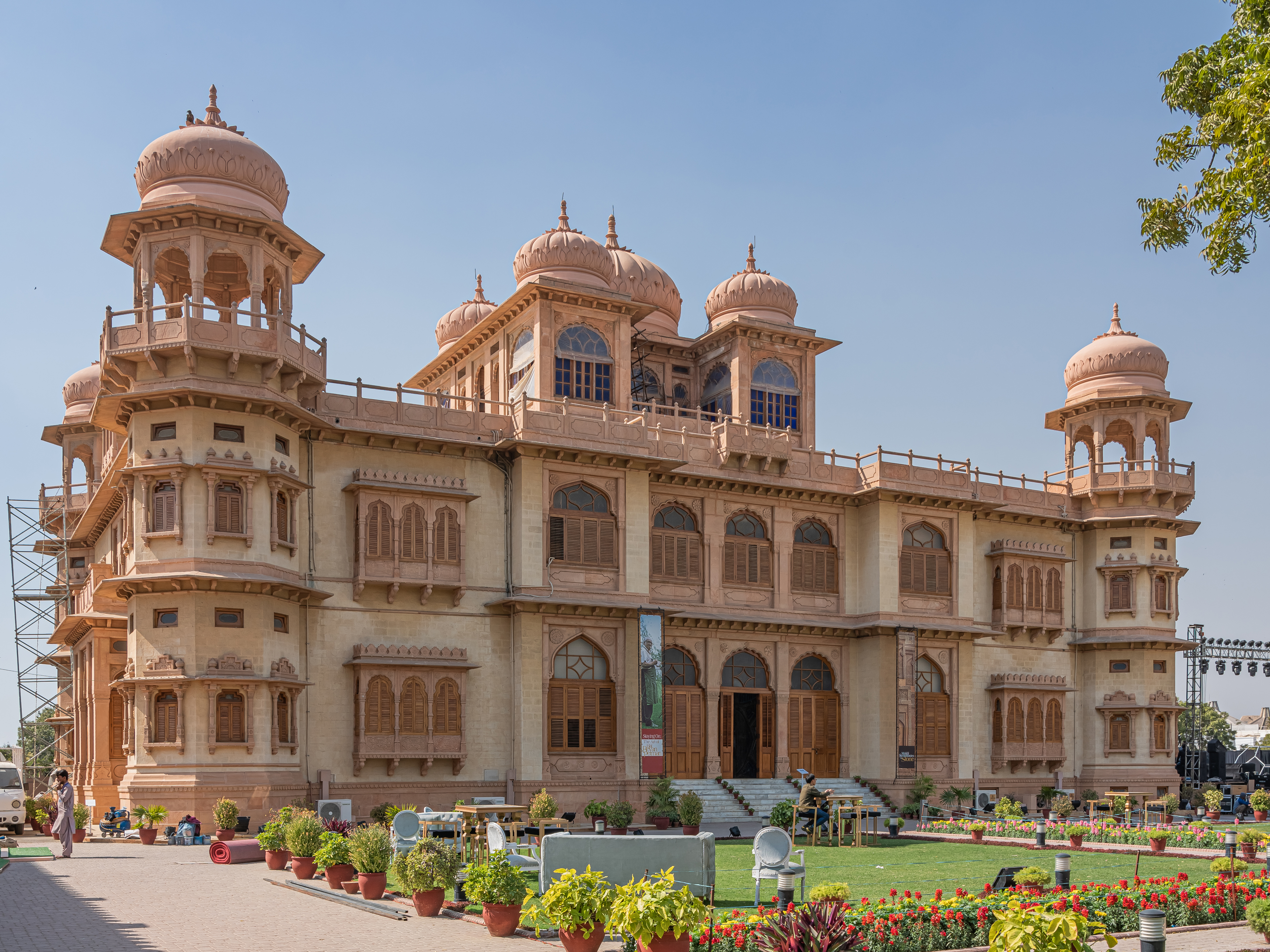
Le musée du Palais de Mohatta.

Il y existe une grande palette d'hôtels, comprenant aussi de nombreux hôtels occidentaux.
Karachi est aussi l'un des rares endroits au Pakistan à offrir un peu de liberté aux femmes. Et il n'est pas rare d'y voir une femme conduisant un taxi ou exerçant un métier généralement réservé aux hommes.
Depuis 2017, la Biennale Internationale d'Art Contemporain de Karachi est l'évènement artistique majeur du pays. La deuxième édition a eu lieu en 2019 et la dernière en 2022.

## Monuments célèbres

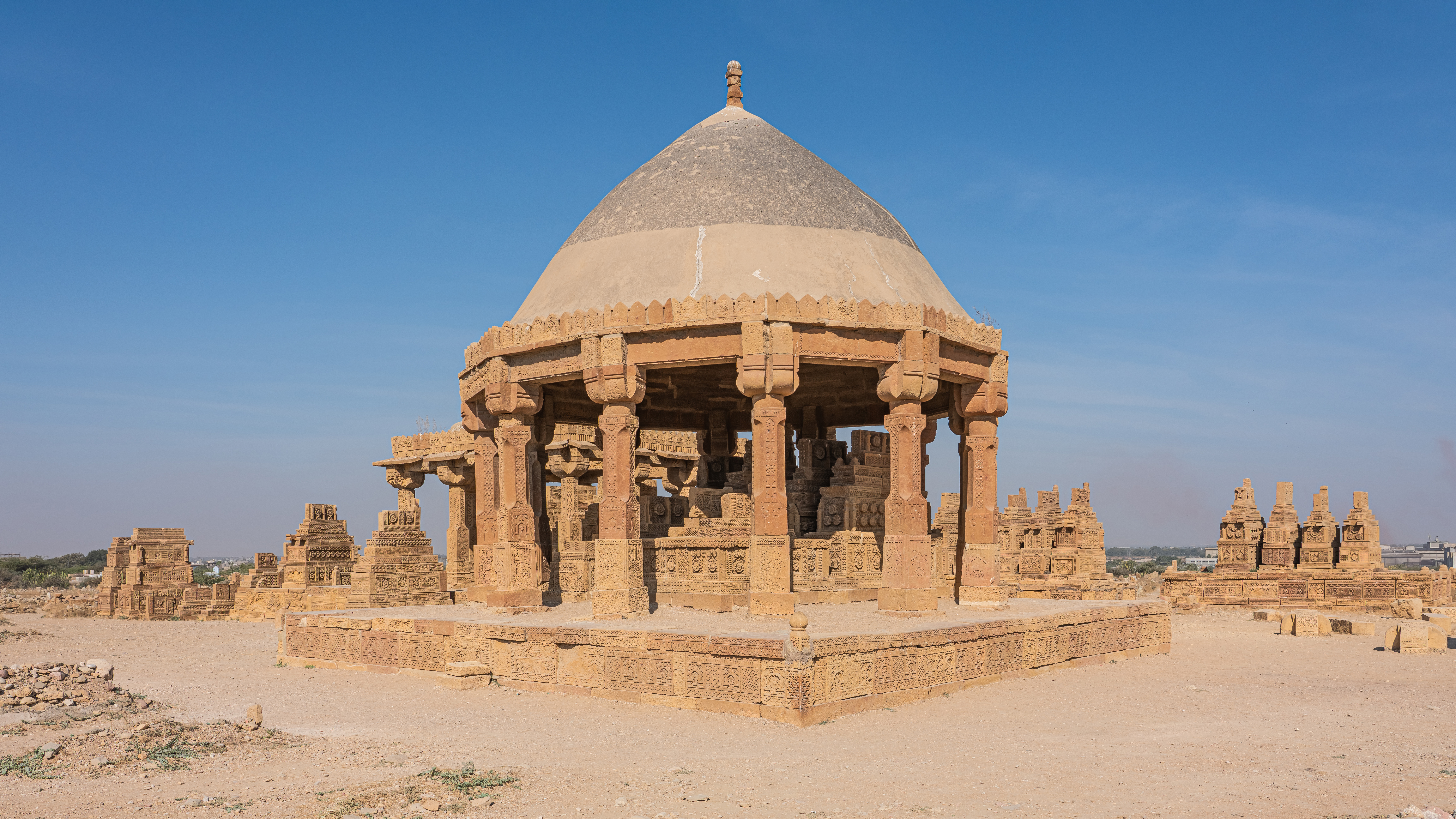
Les tombes de Chaukhandi à Karachi.

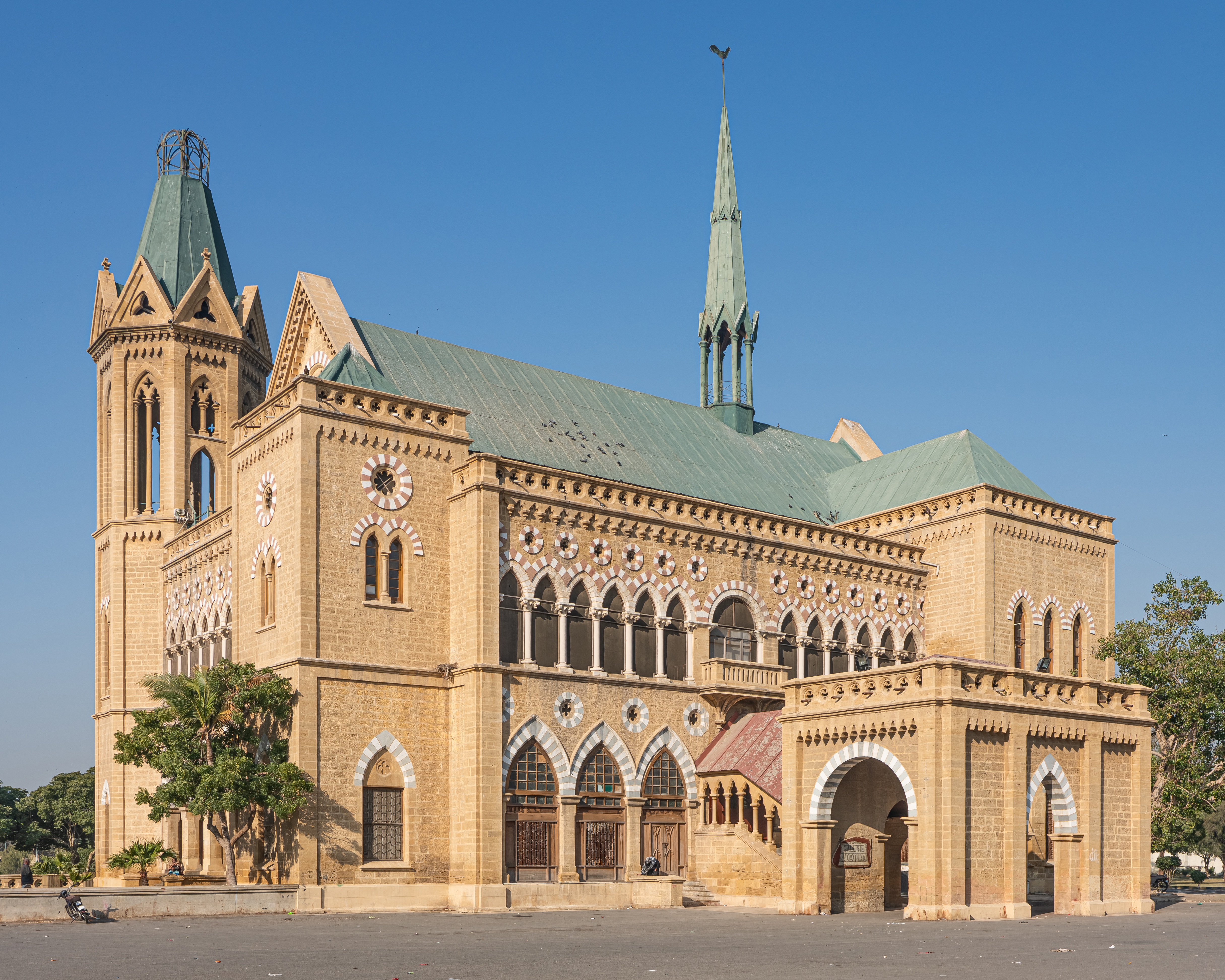
Le Frere Hall de Karachi.

Le monument le plus célèbre de la ville de Karachi est sans doute le Mausolée de Muhammad Ali Jinnah. D'autres lieux à voir sont : le Masjid E Tooba, Frere Hall, Clifton Beach, le musée Mohatta, le musée de la Pakistan Air Force, le MagnifiScience Centre, Wazir Mansion, etc.

## Personnalités liées à la ville

### Politiciens
- Muhammad Ali Jinnah
- Benazir Bhutto
- Murtaza Bhutto
- Bilawal Bhutto Zardari
- Waseem Akhtar
- Mohammad Azizo

### Scientifiques
- Asad Naqvi

### Artistes
- Ada Jafri
- Kumail Nanjiani
- Shabana Rehman Gaarder, écrivaine et humoriste norvégienne, née à Karachi

## Archevêché
- Archidiocèse de Karachi
- Cathédrale Saint-Patrick de Karachi